# Gerli
Gerli – miejscowość w Argentynie, w prowincji Buenos Aires, podzielona pomiędzy dwa partidos: Partido Avellaneda i Partido Lanús. Jest częścią aglomeracji Wielkiego Buenos Aires. Miejscowość ma powierzchnię 7,3 km² (z tego 3,89 km² należy do Partido Lanús a 3,41 km² w Partido Avellaneda) a w 2001 r. zamieszkiwało ją 64,3 tys. mieszkańców (31 090 w Partido Avellaneda a 33 250 w Partido Lanús).
Miejscowość jest siedzibą klubu piłkarskiego Club El Porvenir.